# 広南国

広南国
主阮

1640年の勢力図。ピンクは莫朝、灰色は鄭氏、黄色は阮氏。橙色は後黎朝に反抗し6代にわたり独立勢力を維持した裒主、緑はチャンパ

広南国（こうなんこく、かんなんこく、クァンナムこく、ベトナム語：Quảng Nam Quốc / Quảng-nam Quốc / 廣南國，1558年 – 1777年, 1780年 – 1802年）は、後黎朝大越中興期において、重臣の広南阮氏が現在のベトナム中部から南部に築いた半独立政権に対する中国人からの呼称。阮氏広南国（げん / グエンし - ）、あるいは広南朝（こうなんちょう、クアンナムちょう）、阮主（ベトナム語：Chúa Nguyễn / 主阮）とも呼ばれる。

## 概要
16世紀初め、莫登庸が後黎朝に代わって莫朝を開くと、後黎朝の重臣であった阮氏と鄭氏は黎朝回復のための兵を起こした。しかし回復軍のなかで鄭氏が権力を専横していった結果、阮氏は南に移動し、事実上の南部の主として200年にわたり支配することになった。この半独立政権が広南国である。当時の口語では「ダンチョン（ベトナム語：Đàng Trong / 塘中）」、他国からは「広南」と呼ばれた。形式上は後黎朝の臣下であり、独自の元号は建てなかったが、皇帝を擁する鄭氏とは幾度も戦火を交え、周辺国からは事実上の独立国として扱われた。阮氏の長期にわたる南部支配は、チャンパやカンボジアに対する南進を推し進めた。

## 歴史

### 前史

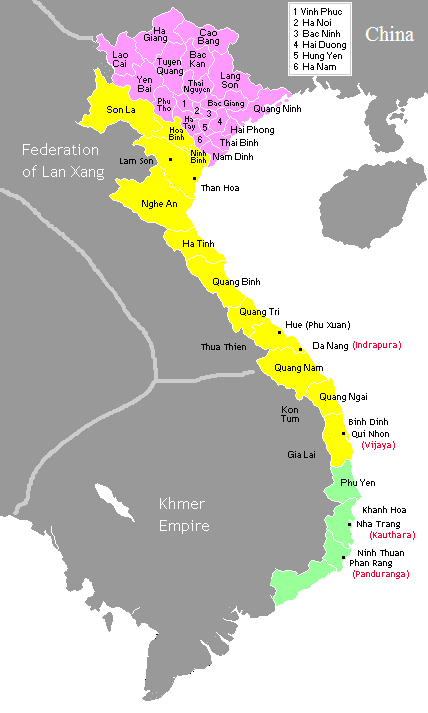
1540年頃の勢力図。莫朝 (ピンク)、後黎朝 (黄色)、チャンパ (緑)

広南阮氏は、清華（現在のタインホア）に強い勢力を誇っていた氏族をその祖とする。一族の阮廌が、後黎朝の初代皇帝である太祖黎利（レ・ロイ）の対明独立戦争を大いに輔けたことから、阮氏は大越で最も地位の高い貴族の一族となった。後黎朝の二世皇帝・太宗の皇后であった阮氏英（宣慈太后）は、幼年で即位した三世皇帝仁宗の摂政として国政を取り仕切ったこの時期の著名な人物である。
1527年、権臣の莫登庸（マク・ダン・ズン）が恭皇から帝位を禅譲させて、新たに莫朝を開いた。後黎朝の重臣であった阮氏と鄭氏は根拠地である清華に拠り、後黎朝の復興を掲げて莫登庸に反旗を翻した。後黎朝の復興勢力は紅河より南を支配したが、莫朝の東都（ドンドー、現在のハノイ）を攻略することはできなかった。この時期の指導者は阮淦であり、阮淦の娘は鄭氏の当主である鄭検のもとに嫁いでいた。
1533年、阮淦は昭宗の子である黎寧を探し出し、荘宗として哀牢で即位させ、また明へ莫登庸の簒奪を訴えるなどの外交工作を行った。明は莫登庸の簒奪を不義であると認めたが、莫登庸がすぐに臣下の礼を尽くしたためにこれを赦し、莫登庸を安南都統使に封じ世襲を認めた。後黎朝は当然これを受け入れなかったが、明もそれ以上介入する気はなく、戦乱は続いた。
1545年、阮淦は莫朝からの降将・楊執一の手によって毒殺された。順当に行けば阮淦の長子である阮汪が後継者となるはずであったが、阮汪は鄭検に殺され、主導権は鄭氏に移った。

### 緊張の始まり
1558年、阮汪の弟の阮潢（Nguyễn Hoàng）は清華の遥か南、チャンパの旧域であった里州（現在のクアンビン省・クアンナム省）の鎮守に任じられ北部から追われた。阮潢の里州統治は富春（現在のフエ）から始まり、阮潢を当主とする阮氏は、鄭氏が北部で戦乱に対処する間にじわりじわりと南部へ支配域を拡張していった。阮潢は北部の戦いで鄭松に協力しながら、独立的な統治のもとで広南をますます安定させていき、まるで南部の支配者のようになっていった。これが広南国の始まりとされる。
1592年、東都は鄭松によってついに奪還され、莫朝の皇帝の莫茂洽も処刑された。その翌年、阮潢は莫氏の残党狩りを援助するために軍資金と兵を用意し北部を訪れた。しかしすぐに、鄭氏の専横する朝廷の命令に従うことを拒否した。阮潢にとって、鄭松による朝廷の私物化は看過できないものとなっていた。
1600年、敬宗が皇帝に即位した。敬宗はそれまでの皇帝と同じく、鄭氏（その権力から「鄭主」と呼ばれる）の傀儡であり何の力も持たなかった。それだけでなく、寧平（現在のニンビン省）では鄭松の扇動によると思われる反乱が巻き起こった。これらの結果、阮潢は「もはや後黎朝は皇帝のものに非ず。鄭氏の私物である」として朝廷との関係を断った。この不安定な情勢は、1613年の阮潢の死まで13年続いた。阮潢の南部統治は55年に及び、その後さらに150年続く阮氏による南部支配を決定づけた。
阮潢の後継者となった阮福源（Nguyễn Phúc Nguyên）は、東都の朝廷からの独立性を保つという阮潢の政治方針を受け継いだ。阮福源はこの頃来航していたヨーロッパ人達と親密な関係を築き、ポルトガルとの貿易所が会安（現在のホイアン）に設けられた。1615年にはポルトガル人技術者の援助を受け、青銅製の大砲を製造した。1620年に敬宗が鄭松により自決に追い込まれ神宗が即位すると、阮福源は公式に神宗を認めないと宣言し、もはや東都に南部からの税が納められることはないであろうと公言した。南北の緊張は高まり、7年後の1627年には鄭氏の新しい当主の鄭梉との間についに戦争が勃発した。
鄭梉の方が支配領域・人口で勝ってはいたが、阮福源の方に分があった。まず第一に、阮福源はほぼ防御に徹し、北への遠征を行わなかった。第二に、阮福源はヨーロッパ勢力、特にポルトガル人との交流に強みを持っていたため、西欧の技術者の力を借りて砲などの洋式兵器を生産することができた。第三に、地勢が阮福源に味方した。阮氏の支配域と鄭氏の支配域の境である中北部は山脈が海に迫る狭隘な土地で守るに易かったからである。
鄭梉による最初の4ヶ月の攻勢の後、阮福源は日麗江（ニャッレー川、現在のドンホイ周辺）と香江（フォーン川、現在のフエ中心部）の間の二箇所に、海から山岳地帯まで続く高さ6メートル・幅10kmに及ぶ堅固な防壁を築いた。阮福源の築いたこの防壁は1631年から1673年の間に、鄭氏が遣わした軍勢の攻撃を幾度も撃退した。1673年に阮福瀕（Nguyễn Phúc Tần）と鄭柞の間で和約が結ばれたが、この停戦が更なる100年の分断時代を決定づけた。

### 南進
広南国は鄭氏の攻撃に対して戦うだけでなく、南部に向けて海岸沿いに支配域を広げることも続けていた。1620年に阮福源の娘の阮氏玉万はクメール（カンボジア）国王のチェイ・チェッタ2世のもとに嫁いだ。3年後の1623年には、阮氏はクメール人の居住地だったプレイノコール（嘉定、現在のホーチミン市）への移民を公式に認めた。
鄭氏との戦争が終わった後、広南国はより多くの力をパーンドゥランガの服属と、クメール人居住地への支配域拡張へ注げるようになっていった。
1681年、沱㶞沖に明の遺臣を名乗る楊彦迪（ズオン・ガン・ディック）、陳上川（チャン・トゥオン・スィエン）らの率いる50隻余の船隊が出現し広南国への亡命を申し出た。広南国は巨大な軍事力の扱いに苦慮し、南部支配域の拡大（メコンデルタへの入植）に彼らを活用することとなった。
1714年、広南国はクメールの政争に介入して兵を送った。これにシャム（アユタヤ王朝）が対抗したが広南国側が勝利し、クメールに新たな王のアン・エムが立った。これによって、広南国は弱体化したカンボジアから多くの領土を得ることに成功した。
20年後の1739年、カンボジアは海岸沿いの失地奪還に乗り出し、戦闘は数十年間にわたって続いた。しかし最終的に広南国はカンボジアを撃退し、豊かなメコンデルタを保持することに成功した。また、シャムがビルマとの戦争に対処する間、1755年に新たにカンボジア征服の軍を派遣し首都ウドンやプノンペンまでを脅かした。このころ河僊（現在のキエンザン省ハティエン）には、当初カンボジアの支援で興ったが後に広南国に従属するようになった華人の半独立政権の港口国があり、その二代目の支配者の鄚天賜の協力によって、広南国は弱体化したカンボジアから多くの領土を得た。
シャムでは王朝がトンブリー王朝に替わり、新王のタークシンのもとで、東の隣国カンボジアに対する介入が開始され、1769年にはシャムと広南国は再び戦争に突入した。初期においては広南国が優勢であったが後に敗北し、1773年には後述する内乱の影響でカンボジア戦線から手を引かざるを得なくなった。

### 滅亡
1771年、カンボジアでの敗戦と重税が原因で、西山県で農民反乱（西山党の乱）が起こり、西山軍が2年で地方政庁のある歸仁（現在のクイニョン）を陥落させると、またたく間に乱は広南国全体に広がった。1774年にはそれを好機と見た鄭氏が100年の休戦を破り、広南国に侵攻した。鄭氏の軍勢はすぐに広南国の根拠地である富春を陥落させたため、阮氏一族は嘉定へと落ち延びた。阮氏は西山党と鄭氏の両方を相手に戦ったが、1777年には嘉定も陥落し、富国島に落ち延びた12歳の阮福映を除いた阮氏一族は処刑されて広南国は滅亡した。

### 再興から阮朝へ
阮福映は諦めることなく故地回復に努め、1780年にシャムのタークシン王の力を借り、西山軍へ戦いを仕掛けた。しかしタークシン王は宮廷クーデターで殺され、王朝がチャクリー朝に交代したためにシャム軍は兵を引き、阮福映も行方をくらます他はなかった。阮福映は後にフランスの助けを借りようとしたが成せず、再度シャムの助けを借りたラックガム＝ソアイムットの戦いでも大敗を喫したが、それでも諦めず故地回復運動を続けた。西山朝の内紛や、ヨーロッパ人・少数民族・チャム人勢力の支援もあり、1788年9月には嘉定を奪還、1799年には帰仁を占領。1801年には遂に富春を陥し、翌年にベトナム史最後の王朝阮朝を興した。そのため、広南阮氏の一族は後世になって多くの諡号を贈られた。

## 他国との関係

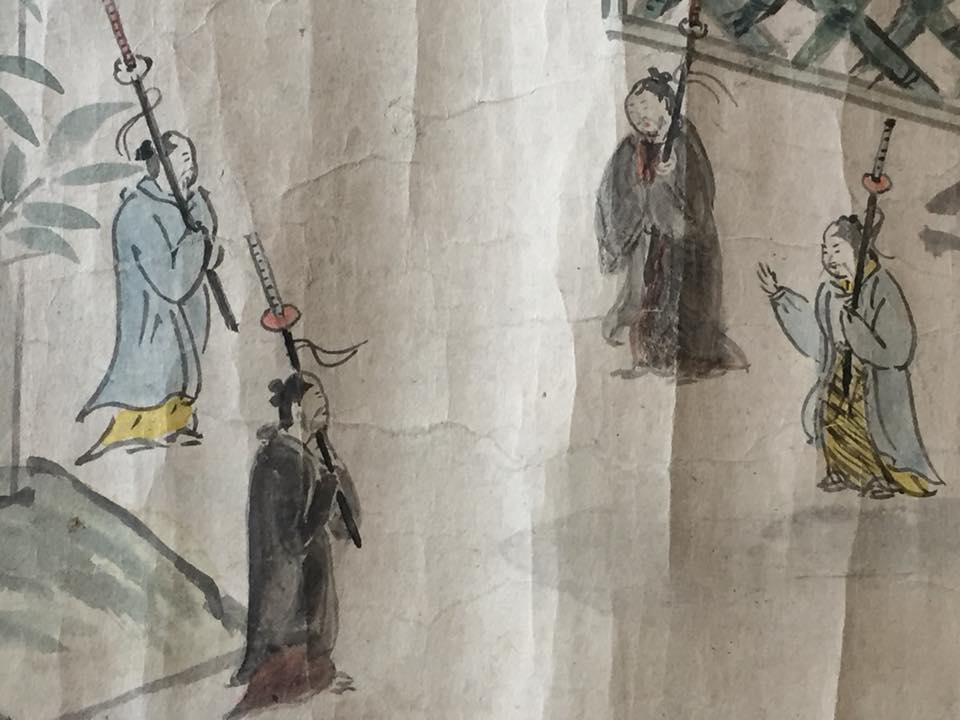
交趾の武士（『茶屋新六交趾渡航図巻』）

広南国は、鄭氏とは対照的にヨーロッパ諸国との貿易や交流に開放的であり、洋式兵器も取り入れた。また明や日本とも大規模な貿易を行った。本拠地富春の南約100kmに位置する会安には日本人街と中国人街が設けられ、交易で賑わった。
- 日本との関係
  - 1601年に徳川家康が「安南国都元帥・瑞国公」と書簡を交わしている[9]が、この「瑞国公」は端国公阮潢とされる[10]。
  - 江戸幕府の朱印船貿易により広南国を訪れた日本船は71隻にのぼるという[11]。
  - 阮福源の養女であった阮福玉華は、長崎の商人荒木宗太郎のもとに嫁いだ[12]。
  - 1728年に中御門天皇に謁見し、当時の江戸っ子の間に象ブームを引き起こして将軍徳川吉宗に献上された象「広南従四位白象」は広南国出身とされる。

- ポルトガルとの関係
  - 1615年、ポルトガルは当時ヨーロッパ人から「ファイフォ」と呼ばれていた会安に貿易所を設けた。しかし鄭阮紛争（中国語版）が終わると洋式武器の需要は激減し、この貿易所はゴアやマカオのような一大集積地になることはなかった。

- フランスとの関係
  - 1640年、イエズス会士のアレクサンドル・ドゥ・ロードは富春の王宮を訪れている。ロードは民衆にカトリックへの改宗をすすめ、多くの教会を建築した。しかし6年後には、3代目当主の阮福瀾（Nguyễn Phúc Lan）より死刑宣告を受け、死は免れたものの国外に去ることとなった。

## 歴代阮主
- 僊主・阮潢 1558年–1613年
- 仏主・阮福源 1613年–1635年
- 上主・阮福瀾 1635年–1648年
- 賢主・阮福瀕（ベトナム語版）（Nguyễn Phúc Tần） 1648年–1687年
- 義主・阮福溙（Nguyễn Phúc Thái） 1687年–1691年
- 明主・阮福淍（ベトナム語版）（Nguyễn Phúc Chu） 1691年–1725年
- 寧王・阮福澍（Nguyễn Phúc Trú） 1725年–1738年
- 武王・阮福濶（Nguyễn Phúc Khoát） 1738年–1765年
- 定王・阮福淳（Nguyễn Phúc Thuần） 1765年–1777年 ※副王として、新政王・阮福暘（Nguyễn Phúc Dương） 1776年–1777年